# يو إف سي ليلة القتال النهائي 4
يو إف سي ليلة القتال النهائي 4 (بالإنجليزية: UFC Ultimate Fight Night 4)‏ هو حدث لفنون القتال المختلطة نظمته يو إف سي، وأُقيم في 6 أبريل 2006، على فندق وكازينو هارد روك في لاس فيغاس، نيفادا، وتم بثه مباشرة على باراماونت نتورك في الولايات المتحدة وكندا. حصل العرض على تقييم إجمالي 1.6 وكان بمثابة مقدمة للحلقة الأولى للموسم الثالث من المقاتل النهائي.